# 美里町町内循環バス
美里町町内循環バス（みさとまちちょうないじゅんかんバス）は、埼玉県児玉郡美里町がかつて運行していたコミュニティバス。町内に本社を置く彩国観光バスへ運行委託していた。運賃は無料であった。利用者低迷により、2014年（平成26年）3月31日をもって廃止された。
本項では、2005年（平成17年）5月31日まで美里町が武蔵観光へ運行委託していた無料町内循環バス「ポピー号」と「コスモス号」についても記述する。こちらも運賃は無料であった。

## 運行受託事業者
- 武蔵観光：「ポピー号」「コスモス号」
- 株式会社彩国観光バス：美里町町内循環バス
  - 本社：埼玉県児玉郡美里町小茂田902-2[1]
  - 埼玉県バス協会の会員にはなっていない[2]。

## 美里町町内循環バス
2005年6月1日より「ポピー号」と「コスモス号」を再編し、ダイヤ・運行形態を大幅に変更した。同時に、運行委託事業者が武蔵観光から彩国観光バスへ変更された。
美里町遺跡の森総合公園を起終点として、町内を8の字状に循環運行していた。

### 運行内容
- 運行主体：美里町が彩国観光バスへ運行委託していた。
- 運賃：無料
- 運行便数：一日4便
- 運行日：火曜日 - 土曜日の毎日
  - 日曜日と月曜日、祝日、年末年始（12月29日 - 1月3日）は運休。
  - 月曜日が祝日の場合は運行し、振替で火曜日が運休となる。

### 乗降方法
バス停留所に乗客がいる場合に限りバスが止まる。また一部区間でフリー乗降制を採用し、停留所以外でも「メロディ区間」と呼ばれるバスが音楽を流しながら走っている区間では、見やすい所で手を上げればバスが停車し乗車できる。降車時は降りる停留所を運転手に知らせる。また「メロディ区間」では停留所以外でも降車できる。車内へ危険物は持ち込めない。

### コース
一日4便が、以下のとおり運行されていた。遅延の場合はコースが変更になることもあった。
- 1便：遺跡の森総合公園 → 広木 → 円良田 → 甘粕 → 遺跡の森総合公園 → 沼上 → 湯かっこ → 関 → 遺跡の森総合公園
- 2便：1便の逆周り
- 3便：2便と同じ
- 4便：湯かっこ → 関 → 遺跡の森総合公園（沼上・円良田方面は通らない）

#### 停留所一覧
- 1. 遺跡の森総合公園
- 2. 駒衣火の見西
- 3. 広木会館
- 4. 白石上入口
- 5. 円良田特産センター
- 6. 湯本農村公園
- 7. 大沢小学校南
- 8. 猪俣中央会館
- 9. 小栗南
- 10. 湯栃集会所
- 11. JA大沢支店西
- 12. 甘粕北口
- 13. 関在家南
- 14. 長岡池西
- 15. 中里集会所西
- 16. 大仏消防車庫前
- 17. 松久駅
- 18. 役場
- 19. 赤尾東
- 20. 広木新田集会所
- 21. 沼上下宿
- 22. 十条南口
- 23. 十条揚水機場
- 24. 下児玉公会堂
- 25. 中山集会所
- 26. 殿ヶ谷戸
- 27. 小茂田西
- 28. 湯かっこ
- 29. 小茂田四ツ角北
- 30. 新横
- 31. 根木集会所
- 32. 元阿那志
- 33. 芝原消防車庫前
- 34. 八幡関
- 35. 小関
- 36. 大関
- 37. 倉柱集会所
- 38. 南阿那志集会所
- 39. 古郡

## ポピー号・コスモス号
2005年5月31日までの運行形態。美里町遺跡の森総合公園を起終点として、町内を8の字状に循環運行していた。進行方向により「ポピー号」と「コスモス号」の愛称が付けられていた。

### 運行内容
- 運行主体：美里町が武蔵観光バスへ運行委託していた。
- 運賃：無料
- 運行便数：一日6便
- 運行日：火曜日 - 土曜日の毎日
  - 日曜日と月曜日、祝日、年末年始（12月29日 - 1月3日）は運休。
  - 月曜日が祝日の場合は運行し、振替で火曜日が運休となる。

### コース
一日6便のうち、ポピー号・コスモス号が一日各3便で、以下のとおり運行されていた。

#### ポピー号
- 遺跡の森 → 駒衣 → 円良田 → 遺跡の森 → 広木 → 湯かっこ → 遺跡の森

1便・3便は上記の順路で運行。5便は1・3便の逆周り。

#### コスモス号
- 遺跡の森 → 大仏 → 円良田 → 遺跡の森 → 古郡 → 湯かっこ → 遺跡の森

2便・4便は上記の順路で運行。6便は2・4便の逆周り。

## 沿線の施設
- 美里町遺跡の森総合公園
  - 美里町遺跡の森館
  - 美里町立森の図書館
  - 美里町中央公民館
  - 美里町遺跡の森総合グラウンド
- 湯かっこ（入浴施設）
- 美里町役場
- 松久駅
- 美里郵便局
- 東児玉郵便局

## 廃止後
美里町では、町内循環バス廃止の代替として2014年度（平成26年度）から、自家用車を運転できない40歳以上の町民には申請によりタクシー利用券を交付することとなった。タクシー利用券の交付額は、2021年時点では最大36,000円分となっている。2014年時点では最大年間48,000円分であった。
2021年時点では、美里町としてはコミュニティバスやデマンドバス、乗合タクシーなどは運行していない。町域内を武蔵観光の県北都市間路線代替バス（一般路線バス）が運行している。この路線は美里町を含む沿線自治体が補助金を支出する廃止代替バスである。

### 県内自治体への影響
埼玉県吉川市では、コミュニティバス「さわやか市民バス」を運行していたが2006年度をもって廃止した。その後は代替として新たなデマンド型交通などを作るのではなく、タクシー利用料金の助成事業を開始した美里町に倣い、吉川市でもタクシー券の交付を始めている。この事業の試行開始に先立ち、吉川市では先行事例として美里町へ視察に赴いている。